# Кувала зозуля
«Кувала зозуля» (с укр. — «Куковала кукушка») — дебютный студийный альбом украинской певицы Ирины Билык, выпущенный в 1990 году на лейбле «Студия „Фонограф“». В записи альбома приняли участие музыканты группы «Цей дощ надовго» Юрий Никитин, Георгий Учайкин и Жан Болотов, с которыми Билык будет плотно сотрудничать в будущем.

## Отзывы критиков
Рецензент портала UMKA в своем ретроспективном обзоре написал, что альбом звучит в чем-то немного просто и наивно, однако, по его мнению, именно этой юной непосредственностью он, в конечном счете, и подкупает.

## Список композиций
| №                   | Название            | Текст песни         | Музыка              | Длительность |
| ------------------- | ------------------- | ------------------- | ------------------- | ------------ |
| 1.                  | «Зоряна ніч»        | Ирина Билык         | Ирина Билык         | 4:40         |
| 2.                  | «Полюби мене, Юро»  | Алесей Илюхин       | Ирина Билык         | 4:26         |
| 3.                  | «Годі вже»          | Ирина Билык         | Ирина Билык         | 3:50         |
| 4.                  | «До тебе»           | Ирина Билык         | Ирина Билык         | 3:16         |
| 5.                  | «Кувала зозуля»     | Фёдор Млинченко     | Ирина Билык         | 3:50         |
| 6.                  | «Дивний сон»        | Анатолий Матвейчук  | Николай Павлов      | 3:28         |
| Общая длительность: | Общая длительность: | Общая длительность: | Общая длительность: | 23:30        |

| №                   | Название            | Текст песни                  | Музыка              | Длительность |
| ------------------- | ------------------- | ---------------------------- | ------------------- | ------------ |
| 1.                  | «До тебе»           | Ирина Билык                  | Ирина Билык         | 3:16         |
| 2.                  | «Кувала зозуля»     | Фёдор Млинченко              | Ирина Билык         | 3:50         |
| 3.                  | «Дивний сон»        | Анатолий Матвейчук           | Николай Павлов      | 3:28         |
| 4.                  | «Полюби мене, Юро»  | Алесей Илюхин                | Ирина Билык         | 4:26         |
| 5.                  | «Годі вже»          | Ирина Билык                  | Ирина Билык         | 3:50         |
| 6.                  | «Зоряна ніч»        | Ирина Билык                  | Ирина Билык         | 4:40         |
| 7.                  | «Різдвяна пісня»    | Фёдор Млинченко, Ирина Билык | Ирина Билык         | 3:26         |
| Общая длительность: | Общая длительность: | Общая длительность:          | Общая длительность: | 26:56        |

| №  | Название                | Текст песни     | Музыка      | Длительность |
| -- | ----------------------- | --------------- | ----------- | ------------ |
| 8. | «Кувала зозуля» (Remix) | Фёдор Млинченко | Ирина Билык | 5:35         |

## Участники записи
- Ирина Билык — вокал
- Николай Павлов — клавишные, аранжировка (1, 3-6), программирование (1, 3-6)
- Олег Пекардовский — клавишные, аранжировка (2), программирование (2)
- группа «Цей дощ надовго» — аранжировка (7)
- Владимир Лещенко — звукорежиссёр
- Андрей Толчанов — звукорежиссёр (2)
- Жан Болотов — клавишные (7)
- Георгий Учайкин — гитара, клавишные (7)
- Алиса Маликова — саксофон (5)
- Вячеслав Зализнык — ударные (7)
- Юрий Никитин — бас-гитара (7)
- DJ Vova Black’s — ремикс (8)

Все данные взяты из буклета переизданий 2000 и 2008 годов.